# TO-92

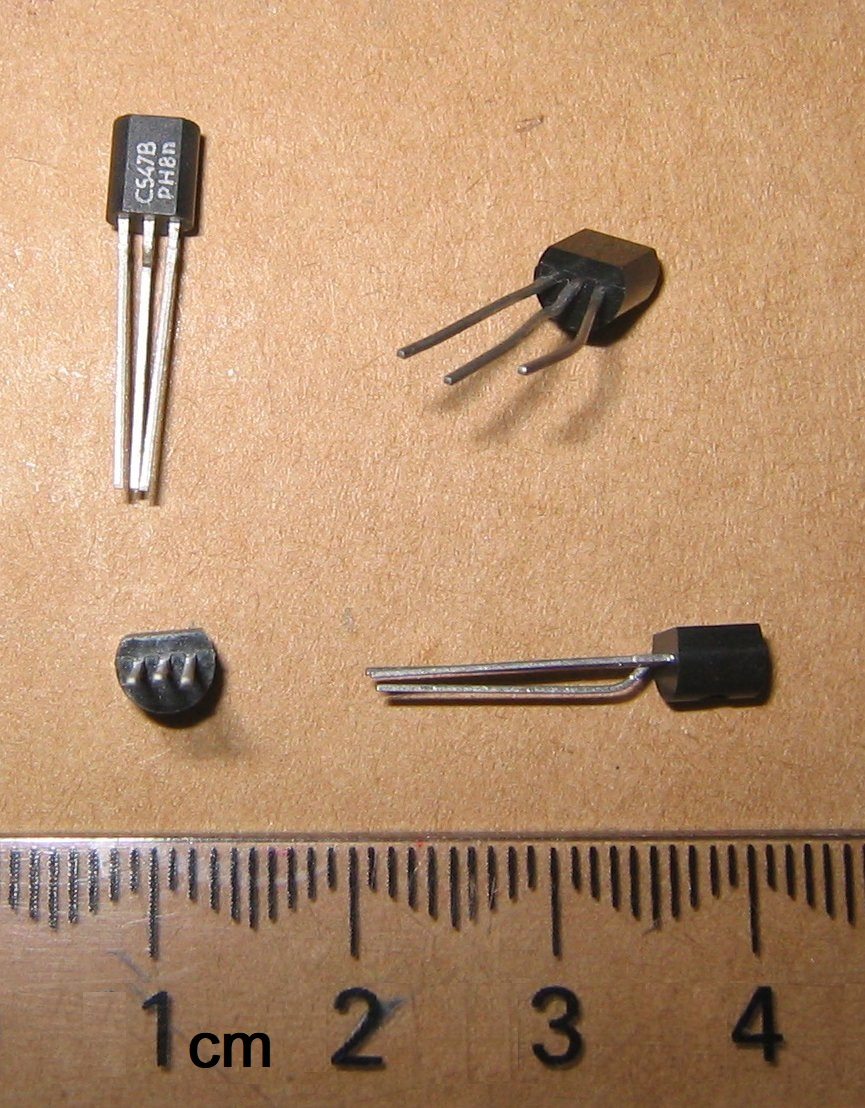

Der TO-92 ist ein früher weit verbreiteter Typ eines Halbleiter-Gehäuses für Durchsteckmontage, das für Transistoren und kleinere integrierte Schaltungen (Temperatursensor, Spannungsreferenz) verwendet wird. Das Gehäuse besteht häufig aus gefülltem Epoxidharz.
TO steht für Transistor Outline, die Nummer 92 (nach JEDEC) bezeichnet die abgeflachte Gehäusebauform (Breite bzw. Durchmesser 4,7…5,2 mm, d. h. ca. 5 mm, Höhe 4,9…5,2 mm, d. h. ca. 5 mm, pitch 1,27 mm).
Die Anschlussdrähte sind optional zu einem Abstand von 2,54 mm gekröpft bzw. gespreizt lieferbar. Auch ein gekröpfter mittlerer Anschluss ist üblich, um die Orientierung zu sichern und den Lötaugenabstand zu vergrößern (siehe Foto).
Die Nummerierung der Anschlüsse und deren Belegung ist nicht einheitlich.
Die Bauteile werden lose oder gegurtet geliefert. Alternative/ähnliche Bezeichnungen sind SOT54 (Philips/NXP) und SC-43  (JEITA-Standard).
Der Wärmewiderstand beträgt etwa 150 K/W (Angabe Texas Instruments zum LM78LxxACZ).